# スペースX CRS-25
SpX-25としても知られるスペースX CRS-25は、2022年7月15日に打ち上げられた国際（ISS）への商業補給サービスミッション。このミッションはNASAによって契約され、スペースXがカーゴドラゴンを使用して実施した。宇宙船はISSに搭乗するクルーへの補給品とともに、ISS上での複数の研究に使われる予定の様々な装置を運搬した。
CRS-25の打ち上げは、打ち上げ前のテスト中に検出されたドラゴン宇宙船の推進系の問題を調査するために、7月11日延期されていた。当初の打ち上げスケジュールは6月10日だった。

## ミッションの概要

### 目的
Spx-25は国際宇宙ステーション（ISS）への商業補給サービスミッションである。この飛行は国際宇宙ステーションに貨物を輸送する、25回目の再補給飛行だった。

### タイムライン
SpX-25は、フロリダ州のケネディ宇宙センターからスペースXファルコン9ロケットに搭載されて2022年7月15日の00:44 UTCに打ち上げられた。ドラゴン宇宙船は2022年7月16日にISSに到着した。SpX-25ミッションは36日間18時間9分かけて完了し、2022年8月20日にフロリダ沿岸に帰着した。

#### 遅延
NASAによれば、宇宙機の推進系でモノメチルヒドラジン（MMH）蒸気レベルの上昇が検出されたことから、修理のためにミッションの打ち上げが延期された。宇宙船の影響を受けた領域全体が取り除かれ、打ち上げを進める前に調査さた。

## カーゴドラゴン
カーゴドラゴンはスペースXが設計した貨物宇宙船で、現時点では貨物を軌道上に送るだけではなく地球に帰還させる能力を有する唯一の宇宙船となっている。ファルコン9ロケットを打ち上げ機として使用し、軌道に到達すると切り離される。カーゴドラゴンは、NASAとISSの研究を支援するために2,600 kg (5,700 lb)の乗員物資、工具および科学機器を搭載して打ち上げられた。

### 再利用性
このミッションは特定のカーゴドラゴンユニットの3回目の宇宙飛行であり、スペースXの25回目の商業補給ミッションである。ファルコン9はSpX-25を宇宙に打ち上げるために使用されるとともに、部分的に再利用可能でとなっている。ファルコン9の様々な部品は回収可能であり、将来の補給ミッションのために再利用される。カーゴドラゴン宇宙船自体は、ボートで回収して部品を再利用できるようにパラシュートを使った着水技術によって保護されている。カーゴドラゴンとファルコン9の部品をリサイクルすることは、宇宙船を打ち上げるコストを大幅に削減し、将来のミッションのためにリソースを最適化することにつながる。

#### 貨物の詳細
SpX-25は、1億1800万ドル相当の資源と、約1,800 kg (4,000 lb)の物資を輸送した。

## 研究への貢献
SpX-25に搭載された4つの重要な研究がISSに届けられ、研究された：

### 地球の塵のパターン
SpX-25補給ミッションの一環として、NASAのジェット推進研究所（JPL）は地球の乾燥地域の塵の鉱物組成を追跡するための地表鉱物粉塵源調査（Earth Surface Mineral Dust Source Investigation, EMIT）を開発した。塵はその鉱物組成に応じて冷却ないし加熱効果を有する。EMITは1年間の調査で、画像を収集して塵のパターンを追跡して地図を作成し、大気中を移動する塵の局所的、地域的、または地球規模の影響に関する洞察を提供する。

### 免疫システムの老化
免疫老化は、高齢者の免疫システムの機能不全や変化であり、これは自然な老化プロセスの一部として発生する。このプロセスは、感染症の罹患率、自己免疫疾患のリスク、がんなどの悪性腫瘍の発生リスクの増大と関連している。ISSは、宇宙の微小重力がこれらのプロセスにどのように悪影響を与えるかを研究し、免疫老化を理解し、宇宙飛行士を微小重力の可能性から保護する治療法を開発するための研究を行っている。さらに、微小重力は免疫システムの老化を加速させて研究するための媒体となり、地球上での応用を見出すために有用なツールとなっている。

### CubeSat
CubeSatはナノ衛星とも呼ばれる研究用宇宙機のカテゴリーである。CubeSatは宇宙を目指すロケットに載せて小型の衛星を貨物として飛ばすことができる。CubeSatには、低コストで組み立て打ち上げるために、小規模な実験が搭載されている。そのコンパクトな機能によって学生、大学およびその他の関連するイニシアチブに対する宇宙研究および技術開発へのアクセスを広げるものである。

### 宇宙での遺伝子
これはSpX-25に搭載されてISSへ送られた多くの実験の1つである。この研究では、微小重力下での細胞外タンパク質の生成過程を観察する。この研究は、生きた細胞を使用せず、細胞内に存在する特定のターゲット分子を検出するためにバイオセンサーを使用して行われる。この研究の成功は、医療応用のための低資源、携帯性、低コストの技術を創出することにつながる。

### 欧州宇宙機関（ESA）の研究と活動[13]
- ESAのBIOFILMS（Biofilm Inhibition On Flight equipment and on board the ISS using microbiologically Lethal Metal Surfaces、微生物学的に致命的な金属表面を使用した飛行中およびISS内でのバイオフィルム阻害）実験は、変化した重力下の宇宙飛行条件下で、異なる金属表面の細菌バイオフィルム形成と抗微生物性を調査するもの[14]